# Attaque de Midal
Guerre du Sahel
Batailles
- Tlemss
- 1re Tilwa
- Tabankort
- Ouraren
- Adrar Bouss
- Agadez et Arlit
- Tchibarakaten
- Mangaïzé
- Tazalit
- 1re Bani Bangou
- 2e Tilwa
- Wanzarbé
- Abala
- Midal
- 1re Tongo Tongo
- 1re Ayorou
- 2e Tongo-Tongo
- Baley Beri
- 1re Inates
- 2e Inates
- Sanam
- Chinégodar
- 2e Ayorou
- 2e Bani Bangou
- Taroun
- Torodi
- Adabda
- Intagamey
- Koutougou
- Tabatol
- Takanamat
- Teguey
- Chatoumane

L'attaque de Midal a lieu le 5 juillet 2017 pendant la guerre du Sahel.

## Déroulement
L'attaque est commise par les djihadistes contre un détachement mobile de l'armée nigérienne dans la vallée de Midal, dans la région de Tahoua, à une centaine de kilomètres à l'ouest de la ville de Tasara et à 30 kilomètres de la frontière malienne. Les assaillants arrivent avec des motos et des pick-ups. Les combats ont lieu au cours de la matinée, entre cinq heures et huit heures. Des forces spéciales convergent alors vers les lieux des affrontements et des avions français de la force Barkhane interviennent,. Les assaillants saccagent le réseau de communication, puis battent en retraite.

## Revendication
L'attaque est revendiquée le 9 juillet par le Groupe de soutien à l'islam et aux musulmans,. C'est la première fois que ce groupe revendique une attaque au Niger,. Celui-ci affirme dans son communiqué vouloir punir le Niger pour ses « exactions » au Mali et pour son engagement avec l'armée française au Sahel. Selon le journaliste Lemine Ould Mohamed Salem, le Groupe de soutien à l'islam et aux musulmans cherche à s'étendre au-delà du Mali et à contrer l'influence de l'État islamique dans le Grand Sahara, actif dans la région frontalière nigéro-malienne.
En 2019, le Niger accuse également le Haut conseil pour l'unité de l'Azawad (HCUA) de complicité avec les djihadistes,. Dans un document officiel nigérien consulté par RFI, Bohada Ag Hamzata, présenté comme le chef de la sécurité du gouverneur de Kidal, est notamment désigné comme étant impliqué dans l'attaque de Midal, où il aurait été grièvement blessé. Le HCUA conteste pour sa part ces accusations.

## Les pertes
Selon des sources sécuritaires locales de l'AFP, RFI et de l'agence Xinhua, au moins cinq à six militaires nigériens sont tués et deux ou trois blessés par les assaillants qui emportent également quatre véhicules,,.
Selon RFI, dans son communiqué le Groupe de soutien à l'islam et aux musulmans « ne donne pas de bilan humain, mais sous-entend n'avoir perdu personne dans ses rangs ». Le groupe affirme également avoir saisi quatre véhicules équipés de missiles anti-aériens et de missiles sol-sol, ainsi que des armes légères et un important stock de munitions.